# Perrières
Perrières é uma comuna francesa na região administrativa da Normandia, no departamento Calvados. Estende-se por uma área de 8,19 km². Em 2010 a comuna tinha 337 habitantes (densidade: 41,1 hab./km²).